# 卡魯拉鄉

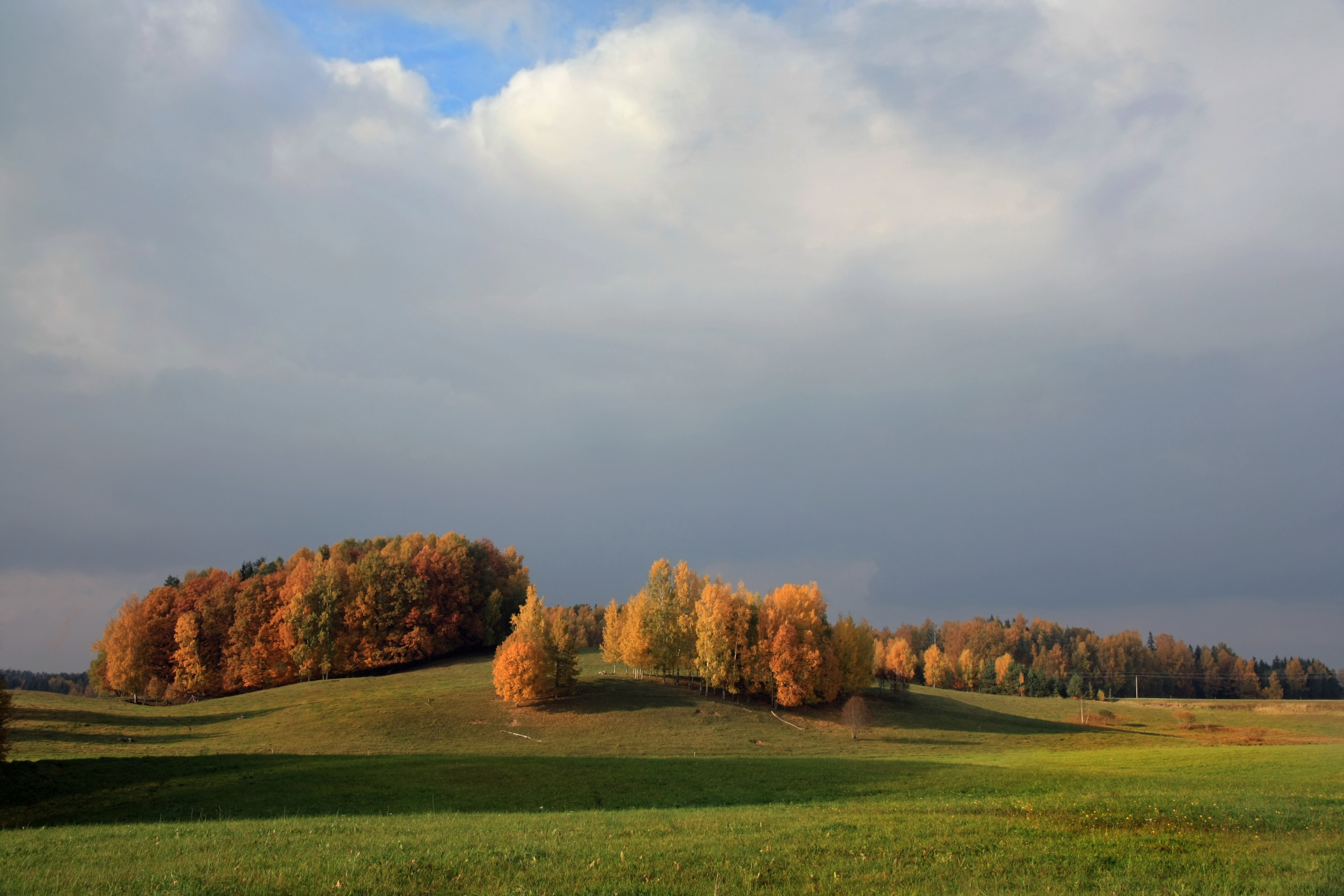
卡魯拉风景

卡魯拉鄉，曾是愛沙尼亞瓦爾加縣的一個鄉村型市镇，位於該國南部，行政中心設於呂萊梅埃，面積230平方公里，2006年人口1,101，人口密度每平方公里5人。
2017年爱沙尼亚行政改革后，卡鲁拉市镇与其他市镇一起合并为新的瓦尔加市镇。
57°45′19″N 26°18′01″E / 57.75528°N 26.30028°E